# الزرزوري (الرقة)
الزرزوري قرية سورية تتبع ناحية مركز تل أبيض في منطقة تل أبيض في محافظة الرقة. بلغ عدد سكانها 509 نسمة في عام 2004 حسب إحصاء المكتب المركزي للإحصاء.